# ごんちゅーぶ
ごんちゅーぶは、YouTube内のゴンゾチャンネルで配信していた、ラムズ所属の声優ユニット「ナナカナ」の井ノ上奈々と酒井香奈子の出演による動画番組である。

## 概要
全世界に向けて発信する次世代の情報番組として2008年2月29日から配信開始され、当初は毎週金曜日の更新で出演者が毎回何かに挑戦するなどのコーナーがあった。第12回から株式会社ゴンゾの取扱商品の紹介だけ（第16 - 19回・第24回を除く）の内容になり、配信時間も5分以内に終わるなど縮小された。第27回（2008年11月21日）の配信以降は告知もなく、更新が途絶えている。番組は終了したと思われるが、公式ホームページでの告知はない。

## 出演者
- ナナカナ
  - 井ノ上奈々（声優）
  - 酒井香奈子（声優）

## 配信日
| 配信回 | 配信日         | 備考                                                                                            |
| ------ | -------------- | ----------------------------------------------------------------------------------------------- |
| 第01回 | 2008年02月29日 |                                                                                                 |
| 第02回 | 2008年03月07日 |                                                                                                 |
| 第03回 | 2008年03月14日 |                                                                                                 |
| 第04回 | 2008年03月21日 |                                                                                                 |
| 第05回 | 2008年03月28日 |                                                                                                 |
| 第06回 | 2008年04月04日 |                                                                                                 |
| 第07回 | 2008年04月11日 |                                                                                                 |
| 第08回 | 2008年04月18日 |                                                                                                 |
| 第09回 | 2008年04月24日 |                                                                                                 |
| 第10回 | 2008年05月02日 | 東京国際アニメフェアであった「ごんちゅーぶアニメフェア2008 出張デリバリートーク」の模様を配信。 |
| 第11回 | 2008年05月09日 |                                                                                                 |
| 第12回 | 2008年05月16日 |                                                                                                 |
| 第13回 | 2008年05月22日 |                                                                                                 |
| 第14回 | 2008年05月30日 |                                                                                                 |
| 第15回 | 2008年06月05日 |                                                                                                 |
| 第16回 | 2008年06月13日 | 株式会社ゴンゾに出張してアニメ制作の工程を紹介。                                                |
| 第17回 | 2008年06月26日 | 株式会社ゴンゾに出張してアニメ制作の工程を紹介。                                                |
| 第18回 | 2008年07月11日 | 株式会社ゴンゾに出張してアニメ制作の工程を紹介。                                                |
| 第19回 | 2008年07月29日 | 株式会社ゴンゾに出張してアニメ制作の工程を紹介。                                                |
| 第20回 | 2008年08月08日 |                                                                                                 |
| 第21回 | 2008年08月22日 |                                                                                                 |
| 第22回 | 2008年09月05日 |                                                                                                 |
| 第23回 | 2008年09月19日 |                                                                                                 |
| 第24回 | 2008年10月03日 | 東京国際展示場で開催していたコミックマーケットの会場からの模様を配信。                          |
| 第25回 | 2008年10月21日 |                                                                                                 |
| 第26回 | 2008年11月11日 |                                                                                                 |
| 第27回 | 2008年11月21日 |                                                                                                 |

## コーナー
外国語で挨拶
全世界に向けて発信しているということで番組の冒頭、外国語で挨拶（「こんにちは」「お会いできて光栄です」と出演者の氏名の部分のみ）する。（第5回 - 第27回）
ゴンゾスタイル
毎回、ゴンゾで取り扱っている商品を井ノ上奈々と酒井香奈子が紹介。

### 終了したコーナー
| 配信回 | 配信日         | 内容 |
| ------ | -------------- | --- |
| 第01回 | 2008年02月29日 | 1分間の拍手の回数                                                                                           |
| 第02回 | 2008年03月07日 | 5分間で折鶴を折った数                                                                                       |
| 第03回 | 2008年03月14日 | 風船ガムの大きさ                                                                                            |
| 第04回 | 2008年03月21日 | 紙飛行機を正確に飛ばす                                                                                      |
| 第05回 | 2008年03月28日 | 1分間で食べたゼリーの量                                                                                     |
| 第06回 | 2008年04月04日 | トランプを順に並べる速さ                                                                                    |
| 第07回 | 2008年04月11日 | 1分間で食べたバナナの本数                                                                                   |
| 第08回 | 2008年04月18日 | 1分間にしたスキップの回数                                                                                   |
| 第09回 | 2008年04月24日 | 3分間で食べたドーナツの数                                                                                   |
| 第10回 | 2008年05月02日 | 第1回から第9回に挑戦したギネスを観客と一緒に再挑戦 （第1回に挑戦した1分間の拍手の回数を井ノ上奈々VS観客で） |
| 第11回 | 2008年05月09日 | 同上 （第8回に挑戦した1分間にしたスキップの回数を酒井香奈子VS観客で）                                       |